# Druhá vláda Leviho Eškola
Druhá vláda Leviho Eškola byla sestavena Levi Eškolem 22. prosince 1964 ke konci funkčního období pátého Knesetu. Sestávala ze stejných koaličních partnerů, jako Eškolova předchozí vláda, tj. ze stran Mapaj, Národní náboženská strana, Achdut ha-avoda, Po'alej Agudat Jisra'el, Šituf ve-achva a Pokrok a rozvoj. Jedinou změnou bylo, že Akiva Govrin, který doposud zastával post ministra bez portfeje, se stal prvním ministrem turismu.
V květnu 1965 z vlády rezignovali ministr bydlení Josef Almogi a náměstek ministra obrany Šimon Peres na protest proti politické alianci Ma'arach, vytvořené mezi stranami Mapaj a Achdut ha-avoda. Oba poté v červenci téhož vstoupili do nově vzniklé strany Rafi někdejšího ministerského předsedy Davida Ben Guriona.
Eškolův druhý kabinet vládl do 12. ledna 1966, kdy byla po listopadových parlamentních volbách ustanovena vláda nová (v pořadí třetí Eškolova vláda).

## Členové vlády
| resort                               | jméno                                         | strana                    |
| ------------------------------------ | --------------------------------------------- | ------------------------- |
| předseda vlády                       | Levi Eškol                                    | Mapaj                     |
| místopředseda vlády                  | Abba Eban                                     | Mapaj                     |
| ministr bydlení                      | Josef Almogi (do 23. května 1965)             | Mapaj                     |
| ministr bydlení                      | Levi Eškol (od 31. května 1965)               | Mapaj                     |
| ministr dopravy                      | Jisra'el Bar Jehuda (do 4. května 1965)       | Achdut ha-avoda           |
| ministr dopravy                      | Moše Karmel (od 30. května 1965)              | Achdut ha-avoda           |
| ministr financí                      | Pinchas Sapir                                 | Mapaj                     |
| ministr náboženství                  | Zerach Warhaftig                              | Národní náboženská strana |
| ministr obchodu a průmyslu           | Pinchas Sapir (do 25. května 1965)            | Mapaj                     |
| ministr obchodu a průmyslu           | Chajim Josef Cadok (od 25. května 1965)       | Mapaj                     |
| ministr obrany                       | Levi Eškol                                    | Mapaj                     |
| ministr policie                      | Bechor-Šalom Šitrit                           | Mapaj                     |
| ministr poštovních služeb            | Elijahu Sason                                 | nebyl poslancem           |
| ministr práce                        | Jigal Alon                                    | Mapaj                     |
| ministr rozvoje                      | Josef Almogi (do 25. května 1965)             | Mapaj                     |
| ministr rozvoje                      | Chajim Josef Cadok (od 31. května 1965)       | Mapaj                     |
| ministr sociálních věcí              | Josef Burg                                    | Národní náboženská strana |
| ministr spravedlnosti                | Dov Josef                                     | nebyl poslancem           |
| ministr školství a kultury           | Zalman Aran                                   | Mapaj                     |
| ministr turismu                      | Akiva Govrin                                  | Mapaj                     |
| ministr vnitra                       | Chajim-Moše Šapira                            | Národní náboženská strana |
| ministryně zahraničních věcí         | Golda Meirová                                 | Mapaj                     |
| ministr zdravotnictví                | Chajim-Moše Šapira                            | Národní náboženská strana |
| ministr zemědělství                  | Chajim Gvati                                  | nebyl poslancem           |
| náměstek ministra obrany             | Šimon Peres (do 25. května 1965)              | Mapaj                     |
| náměstek ministra školství a kultury | Kalman Kahana (do 22. listopadu 1965)         | Po'alej Agudat Jisra'el   |
| náměstek ministra školství a kultury | Aharon Jadlin                                 | Mapaj                     |
| náměstek ministra zdravotnictví      | Jicchak Rafa'el (do 22. března 1965)          | Národní náboženská strana |
| náměstek ministra zdravotnictví      | Šlomo Jisra'el Ben Me'ir (od 24. března 1965) | Národní náboženská strana |
| náměstek ministra vnitra             | Šlomo Jisra'el Ben Me'ir                      | Národní náboženská strana |